# 339 Dorothea
339 Dorothea là một tiểu hành tinh ở vành đai chính. Nó thuộc nhóm tiểu hành tinh Eos. Nó được Max Wolf phát hiện ngày 25.9.1892 ở Heidelberg, và được đặt theo tên nhà thiên văn học Mỹ Dorothea Klumpke-Roberts.